# Salvator Cicurel
Salvator Cicurel (3 de março de 1893 – 15 de fevereiro de 1975) foi um esgrimista egípcio que participou dos Jogos Olímpicos de Verão de 1928, sob a bandeira do Egito.